# Violence Has Arrived
Violence Has Arrived è l'ottavo album in studio del gruppo rock-satirico statunitense GWAR, pubblicato nel 2001.

## Tracce
1. Hell Intro – 1:00
2. Battle Lust – 3:02
3. Abyss of Woe – 3:38
4. Anti-Anti Christ – 3:14
5. The Apes of Wrath – 3:15
6. Immortal Corrupter – 5:35
7. Beauteous Rot – 2:55
8. Licksore – 1:41
9. Bloody Mary – 4:07
10. Biledriver – 2:41
11. The Wheel – 3:48
12. The Song of Words – 3:32
13. Happy Death-Day – 4:18